# 陈中伟
陈中伟（1929年10月1日—2004年3月23日），男，浙江宁波人，中国骨科专家，中国科学院院士、第三世界科学院院士。有“断肢再植之父”之称。

## 生平
1929年出生於其父在浙江宁波创办的保真医院，1954年毕业于上海第二医学院医疗系。大学毕业后于上海市第六人民医院工作，1980年当选为中国科学院院士，1984年起任上海医科大学教授、附属中山医院骨科主任。
陳中偉晚年家住上海市北京西路和江寧路路口一公寓大樓的7樓。2004年3月23日，陳中偉因鑰匙忘帶，爬窗進家時不慎坠楼逝世。

## 身后
其骨灰撒于其故乡宁波。

## 社会兼职
曾先后任国际显微重建外科学会执行委员（1984年至1988年曾任该学会主席）、国际显微外科学会创始委员、国际外科学会中国委员会理事、卫生部医学科学显微外科副主任委员、卫生部医学科学委员会委员、中华医学会理事、中华医学会外科学会副主任委员，兼任世界12所著名医科大学客座教授。

## 医学成就

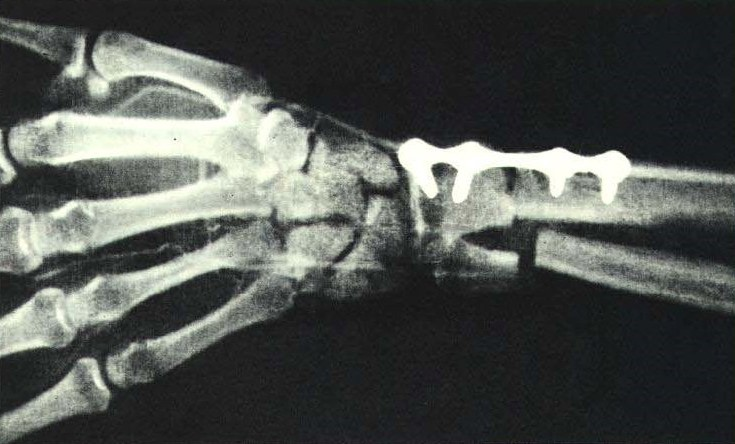
1963年王存柏右手手术两月后的骨骼动脉成像证明血液流通

他在1963年成功进行了世界首例“断肢再植”手术，成为世界上第一例成功接活断肢的医生，其断肢再植术改写了世界的骨外科历史。陈中伟主持的主指移植、大块肌肉游离移植和腓骨移植技术在世界上一直处于领先地位。在当时他的断肢再植连同人工合成胰岛素和一万二千吨水压机成为随后几年中国向世界展示自己的三项主要事件。